# Marathon Cup 7; Royal A-Ware Marathon 2024
De Marathon Cup 7 was de zevende wedstrijd van het marathonschaatsseizoen 2024/2025 die op zaterdag 30 november 2024 plaatsvond op Thialf in Heerenveen. 
Harm Visser had de top-divisie bij de mannen gewonnen. Op het snelle ijs van Thialf won de oranjepakdrager de massasprint door Evert Hoolwerf en Tjerk de Boer te kloppen. Met zijn overwinning verstevigde Visser zijn grip op het oranje, mede door pech van concurrent Luc ter Haar. Ter Haar kwam in de finale ten val, wist zich met een uiterste krachtinspanning nog terug te knokken naar het sprintende peloton, maar moest uiteindelijk genoegen nemen met slechts twee punten. Bij de top-divisie vrouwen had Kim Talsma voor het eerst een schaatsmarathon op het hoogste niveau gewonnen. Talsma, die eerder al twee keer goed was voor een podium tussen de grote vrouwen, rekende na 80 ronden in een spannende sprint van een kopgroep van elf af met Esther Kiel en Lianne van Loon. Klassementsleidster Bente Kerkhoff eindigde op de vierde plaats net naast het podium maar hield het oranje stevig in haar bezit. 
Ruben Verkerk had in Heerenveen de wedstrijd voor beloftenmannen tijdens de gewonnen. Verkerk klopte na een lange surplace en een korte sprint medevluchter Jochem Posthumus. Het tweetal had diep in de finale een ronde voorsprong gepakt met hulp van hun beider voltallige ploegen. Klassementsleider Kevin van der Horst, die vroeg in de wedstrijd nog ten val was gekomen, won de pelotonsprint om de derde plaats en behield het oranje. Verkerk nam door zijn winst het witte jongerenpak over van Joël Haasjes. De beloften wedstrijd van de vrouwen werd gewonnen door Maaike Koelewijn. Dit is Koelewijns vierde overwinning van het seizoen. Na 60 ronden waar de vluchters geen kans maakten was Koelewijn in een door Tijn Borst vroeg aangetrokken sprint oppermachtig. Iris Tiben, die een van de aanvallende smaakmakers van de dag was, sprintte nog naar de tweede plaats, klassementsleidster Mayke Vriesinga eindigde als derde en behield het (oranje en witte leiderspak).

## Tijdschema
| Datum                     | Tijd (CET) | Onderdeel           |
| ------------------------- | ---------- | ------------------- |
| Zaterdag 30 november 2024 | 17:00      | Beloften mannen     |
| Zaterdag 30 november 2024 | 18:00      | Beloften vrouwen    |
| Zaterdag 30 november 2024 | 19:15      | Top-divisie vrouwen |
| Zaterdag 30 november 2024 | 20:30      | Top-divisie mannen  |

## Podia
| Klasse              | Eerste           | Tweede           | Derde               |
| ------------------- | ---------------- | ---------------- | ------------------- |
| Top-divisie mannen  | Harm Visser      | Evert Hoolwerf   | Tjerk de Boer       |
| Top-divisie vrouwen | Kim Talsma       | Esther Kiel      | Lianne van Loon     |
| Beloften mannen     | Ruben Verkerk    | Jochem Posthumus | Kevin van der Horst |
| Beloften vrouwen    | Maaike Koelewijn | Iris Tiben       | Mayke Vriesinga     |

## Uitslag top-divisie mannen[2]
| #      | Rijder              | Nationaliteit | Ploeg                             | Ronde | Punten |
| ------ | ------------------- | ------------- | --------------------------------- | ----- | ------ |
| Goud   | Harm Visser         | Nederland     | Team Essent                       | 125   | 25,1   |
| Zilver | Evert Hoolwerf      | Nederland     | Team Reggeborgh                   | 125   | 21     |
| Brons  | Tjerk de Boer       | Nederland     | Royal A-ware                      | 125   | 18     |
| 4      | Christian Haasjes   | Nederland     | Bouwselect / De Haan Westerhoff   | 125   | 17     |
| 5      | Jorian ten Cate     | Nederland     | OKAY/Interfarms                   | 125   | 16     |
| 6      | Jeroen Janissen     | Nederland     | OKAY/Interfarms                   | 125   | 15     |
| 7      | Lars Woelders       | Nederland     | Sprog                             | 125   | 14     |
| 8      | Ronald Haasjes      | Nederland     | Bouwselect / De Haan Westerhoff   | 125   | 13     |
| 9      | Ronald Kruijer      | Nederland     | Bouwselect / De Haan Westerhoff   | 125   | 12     |
| 10     | Daan Gelling        | Nederland     | Royal A-ware                      | 125   | 11     |
| 11     | Niels Immerzeel     | Nederland     | VGR Sport / Galesloot constructie | 125   | 10     |
| 12     | Ruben Ligtenberg    | Nederland     | Sprog                             | 125   | 9      |
| 13     | Christiaan Hoekstra | Nederland     | Hamco / Motorama                  | 125   | 8      |
| 14     | Axel Koopman        | Nederland     | VGR Sport / Galesloot constructie | 125   | 7      |
| 15     | Ruben Marinus       | Nederland     | Hamco / Motorama                  | 125   | 6      |
| 16     | Koen de Best        | Nederland     | Port of Amsterdam / SKITS         | 125   | 5      |
| 17     | Luuk Loohuis        | Nederland     | Port of Amsterdam / SKITS         | 125   | 4      |
| 18     | Stijn van de Bunt   | Nederland     |                                   | 125   | 3      |
| 19     | Luc ter Haar        | Nederland     | Bouwselect / De Haan Westerhoff   | 125   | 2      |
| 20     | Jan-Willem Broos    | Nederland     | Port of Amsterdam / SKITS         | 125   | 1      |

125 ronden
1:02:45 uur (gem. 30,1 sec) 47,8 km/h

## Uitslag top-divisie vrouwen[3]
| #      | Rijder                 | Nationaliteit | Ploeg                               | Ronde | Punten |
| ------ | ---------------------- | ------------- | ----------------------------------- | ----- | ------ |
| Goud   | Kim Talsma             | Nederland     | Bouwbedrijf De Vries                | 81    | 30,1   |
| Zilver | Esther Kiel            | Nederland     | Puur ICT / BTZ                      | 81    | 26     |
| Brons  | Lianne van Loon        | Nederland     | OKAY/Interfarms                     | 81    | 23     |
| 4      | Bente Kerkhoff         | Nederland     | Team Albert Heijn Zaanlander        | 81    | 22     |
| 5      | Tessa Snoek            | Nederland     | VGR Sport / Vreugdenhil Dairy Foods | 81    | 21     |
| 6      | Jet Fransen            | Nederland     | Wokke Vastgoed                      | 81    | 20     |
| 7      | Evelien Vijn           | Nederland     | Puur ICT / BTZ                      | 81    | 19     |
| 8      | Myrthe de Boer         | Nederland     | Victron Energy                      | 81    | 18     |
| 9      | Sophie Kraaijeveld     | Nederland     | Turner                              | 81    | 17     |
| 10     | Maaike Verweij         | Nederland     | Team Albert Heijn Zaanlander        | 81    | 16     |
| 11     | Elsemieke van Maaren   | Nederland     | OKAY/Interfarms                     | 81    | 15     |
| 12     | Gioya Lancee           | Nederland     | Puur ICT / BTZ                      | 80    | 9      |
| 13     | Hilde Noppert          | Nederland     | Bouwbedrijf De Vries                | 80    | 8      |
| 14     | Patricia Koot          | Nederland     | Victron Energy                      | 80    | 7      |
| 15     | Sylvia de Vries        | Nederland     | Victron Energy                      | 80    | 6      |
| 16     | Beau Wagemaker         | Nederland     | A6.nl / KMC                         | 80    | 5      |
| 17     | Tjilde Bennis          | Nederland     | Turner                              | 80    | 4      |
| 18     | Veerle van Koppen      | Nederland     | Puur ICT / BTZ                      | 80    | 3      |
| 19     | Anne Tauber            | Nederland     | TZN                                 | 80    | 2      |
| 20     | Kaat van Steekelenburg | Nederland     | Fortune Coffee                      | 80    | 1      |

80 ronden
0:43:44 uur (gem. 32,8 sec) 43,9 km/h

## Uitslag beloften mannen[4]
| #      | Rijder              | Nationaliteit | Ploeg                                  | Ronde | Punten |
| ------ | ------------------- | ------------- | -------------------------------------- | ----- | ------ |
| Goud   | Ruben Verkerk       | Nederland     | Ormer ICT                              | 101   | 30,1   |
| Zilver | Jochem Posthumus    | Nederland     | Speelman / Exclusief Vastgoedbeheer    | 101   | 26     |
| Brons  | Kevin van der Horst | Nederland     | Royal A-ware                           | 100   | 18     |
| 4      | Chris de Velde      | Nederland     | Royal A-ware                           | 100   | 17     |
| 5      | Simon de Smit       | Nederland     | Vector                                 | 100   | 16     |
| 6      | Tom den Heijer      | Nederland     | OKAY/Interfarms                        | 100   | 15     |
| 7      | Arjen van Damme     | Nederland     | Skate@sea                              | 100   | 14     |
| 8      | Arn Botman          | Nederland     | Wokke Vastgoed                         | 100   | 13     |
| 9      | Joost de Jong       | Nederland     | Bouwselect / De Haan Westerhoff        | 100   | 12     |
| 10     | Mathijs van Zwieten | Nederland     | Douma Staal                            | 100   | 11     |
| 11     | Daan Berkhout       | Nederland     | Team Reggeborgh                        | 100   | 10     |
| 12     | Thijs Wiersma       | Nederland     |                                        | 100   | 9      |
| 13     | Fred Schouwenaar    | Nederland     | Ormer ICT                              | 100   | 8      |
| 14     | Joël Haasjes        | Nederland     | Arbeidsrecht de Graaf                  | 100   | 7      |
| 15     | Doucelin Pedicone   | Nederland     |                                        | 100   | 6      |
| 16     | Matthé Pronk        | Nederland     | OKAY/Interfarms                        | 100   | 5      |
| 17     | Chris Brommersma    | Nederland     | Spieren voor Spieren / Douna Machinery | 100   | 4      |
| 18     | Mitchel Zijp        | Nederland     | Kippie / Forte Sportswear              | 100   | 3      |
| 19     | Twan Berlijn        | Nederland     | Wokke Vastgoed                         | 100   | 2      |
| 20     | Bram Kras           | Nederland     | Wokke Vastgoed                         | 100   | 1      |

100 ronden
0:53:02 uur (gem. 31,8 sec) 45,3 km/h

## Uitslag beloften vrouwen[5]
| #      | Rijder                  | Nationaliteit | Ploeg                               | Ronde | Punten |
| ------ | ----------------------- | ------------- | ----------------------------------- | ----- | ------ |
| Goud   | Maaike Koelewijn        | Nederland     | Fortune Coffee                      | 60    | 25,1   |
| Zilver | Iris Tiben              | Nederland     | Wokke Vastgoed                      | 60    | 21     |
| Brons  | Mayke Vriesinga         | Nederland     | Boltrics                            | 60    | 18     |
| 4      | Julia Nizan             | Nederland     |                                     | 60    | 17     |
| 5      | Anna Marit Sybrandi     | Nederland     | Boltrics                            | 60    | 16     |
| 6      | Tijn Borst              | Nederland     | Ictron Energy                       | 60    | 15     |
| 7      | Manon Gremmen           | Nederland     | Husqvarna / Praktijk Centrum Bomen  | 60    | 14     |
| 8      | Melissa Mooijman        | Nederland     | Wokke Vastgoed                      | 60    | 13     |
| 9      | Liset Speelman          | Nederland     | Speelman / Exclusief Vastgoedbeheer | 60    | 12     |
| 10     | Judith Krabbenborg      | Nederland     | OCRE                                | 60    | 11     |
| 11     | Jolanda Laagland        | Nederland     | Speelman / Exclusief Vastgoedbeheer | 60    | 10     |
| 12     | Amber van der Meijden   | Nederland     | KNSB Inline Selectie                | 60    | 9      |
| 13     | Thirza Koers            | Nederland     | Speelman / Exclusief Vastgoedbeheer | 60    | 8      |
| 14     | Aline de Jong           | Nederland     | D.S.V. de Skeuvel                   | 60    | 7      |
| 15     | Donna Pronk             | Nederland     | Forte D team                        | 60    | 6      |
| 16     | Iza Stekelenburg        | Nederland     | OCRE                                | 60    | 5      |
| 17     | Hilde-Marije Dijkstra   | Nederland     | Forte D team                        | 60    | 4      |
| 18     | Randi Dekker            | Nederland     | Mijnten Schaats- Skeelersport       | 60    | 3      |
| 19     | Viviana Rodríguez Rojas | Chili         | 21Adventures.nl                     | 60    | 2      |
| 20     | Britt van Wees          | Nederland     | Wokke Vastgoed                      | 60    | 1      |

60 ronden
0:33:47 uur (gem. 33,8 sec) 42,6 km/h

### Snelste wedstrijdgemiddelde
| Klasse              | Snelste gemiddelde       | Tijd     | Ronden | Schaatsster      | Nationaliteit | Ploeg                |
| ------------------- | ------------------------ | -------- | ------ | ---------------- | ------------- | -------------------- |
| Top-divisie Mannen  | 47,8 km/h (gem. 30,1sec) | 01:02:45 | 125    | Harm Visser      | Nederland     | Team Essent          |
| Top-divisie Vrouwen | 43,9 km/h (gem. 32,8sec) | 00:43:44 | 80     | Kim Talsma       | Nederland     | Bouwbedrijf De Vries |
| Beloften Mannen     | 45,3 km/h (gem. 31,8sec) | 00:53:02 | 100    | Ruben Verkerk    | Nederland     | Ormer ICT            |
| Beloften Vrouwen    | 42,6 km/h (gem. 33,8sec) | 00:33:47 | 60     | Maaike Koelewijn | Nederland     | Fortune Coffee       |

Marathon Cup 1 · 
Marathon Cup 2 · 
Marathon Cup 3 ·
Marathon Cup 4 · 
Marathon Cup 5 · 
Marathon Cup 6 · 
Marathon Cup 7 · 
Marathon Cup 8 · 
De Vier van Noord-Holland 1 · 
De Vier van Noord-Holland 2 · 
De Vier van Noord-Holland 3 · 
De Vier van Noord-Holland 4 · 
Marathon Cup 9 · 
NK kunstijs · 
Marathon Cup 10 · 
Marathon Cup 11 · 
Marathon Cup 12 · 
Marathon Cup 13 · 
Grand Prix 1 · 
Open NK natuurijs · 
Grand Prix 2 · 
Grand Prix 3 · Marathon Cup 14 · 
Marathon Cup 15 · 
Grand Prix 4 · 
Grand Prix 5 · 
Grand Prix 6 ·  
Marathon Cup 16  · 
Klassementen: KNSB Cup ·
Jongeren · 
Ploegen ·
Grand Prix ·
Club-assistent Brabantcup ·
De Vier van Noord-Holland
Lijst van schaatsmarathonrijders 2024/2025